# La Marche de l'Empereur
La Marche de l'Empereur är soundtracket till den franska dokumentärfilmen med samma originaltitel (svensk titel: Pingvinresan), båda från 2005. Låtarna på albumet är producerade, komponerade och framförda av den franska artisten Émilie Simon. Det nominerades i kategorin Best Original Score vid César Awards 2006 och vann kategorin Best Original Soundtrack vid Victoire de la musique 2006. Albumet nådde som högst plats 32 på den franska albumlistan.
På den engelska versionen av filmen är dock sountracket ersatt med filmmusik av den amerikanska kompositören Alex Wurman.
Låten "To the Dancers on the Ice" är en omgjord version av "To the Dancers in the Rain" från albumet Émilie Simon utan sång.

## Låtlista
Alla låtar är skrivna och komponerade av Émilie Simon där inget annat anges. 
| Nr  | Titel                                  | Kompositör   | Längd |
| --- | -------------------------------------- | ------------ | ----- |
| 1.  | The Frozen World                       |              | 4:21  |
| 2.  | Antarctic                              |              | 2:33  |
| 3.  | The Egg                                |              | 4:28  |
| 4.  | Song of the Sea                        |              | 2:04  |
| 5.  | Baby Penguins                          |              | 3:00  |
| 6.  | Attack of the Killer Birds             |              | 2:47  |
| 7.  | Aurora Australis                       |              | 1:18  |
| 8.  | The Sea Leopard                        |              | 1:18  |
| 9.  | Song of the Storm                      |              | 3:12  |
| 10. | Mother's Pain                          |              | 1:44  |
| 11. | To the Dancers on the Ice              |              | 3:13  |
| 12. | All Is White                           |              | 3:16  |
| 13. | The Voyage                             |              | 4:44  |
| 14. | Footprints in the Snow (bonuslåt)      | Keegan/Simon | 2:43  |
| 15. | Ice Girl (bonuslåt)                    |              | 3:29  |
| 16. | Antartic (Extended Version) (bonuslåt) |              | 11:18 |

## Listplaceringar
| Lista (2005) | Topplacering |
| ------------ | ------------ |
| Frankrike    | 32           |
| Schweiz      | 88           |
| Belgien (Wa) | 80           |

### Fotnoter
1. ↑  Placeringar på den franska albumlistan. Läst 22 oktober 2010.
2. ↑  Placeringar på den schweiziska albumlistan. Läst 22 oktober 2010.
3. ↑  Placeringar på den belgiska albumlistan (Vallonien). Läst 22 oktober 2010.